# Thomas Hardy
 Der er flere personer med dette navn, se Thomas Duffus Hardy.
Thomas Hardy (født 2. juni 1840 nær Dorchester i Dorsetshire, død 11. januar 1928) var en britisk forfatter.
Faderen, der var murermester og ivrig amatørmusiker, blev sammen med sine kolleger inspirationen til landsbymusikanterne i Under the Greenwood Tree (1872). Hardy uddannede sig til arkitekt med restaurering af kirker som speciale. Desuden læste han på egen hånd sprog, litteratur og filosofi og blev agnostiker under indflydelse af bibelkritikken og darwinismen. Hans forkærlighed for de græske tragedier præger såvel hans romaner som hans lyrik. Han debuterede med Desperate Remedies i 1871; 1874-95 levede han som romanforfatter efter at have opgivet arkitekturen. I 1874 giftede han sig med Emma Gifford, som han havde mødt i 1868. Dette bidrog dog ikke meget til at lette det tungsind, der fulgte ham livet igennem — mange af romanerne er særdeles kritiske over for ægteskabet; men efter Emmas død i 1912 indgik han ikke desto mindre i 1914 nyt ægteskab med Florence Dugdale.
Hardy er naturalist i Georg Brandes' forstand. Den som oftest tragiske handling i hans bøger, der er påvirket af Walter Scott og foregriber D.H. Lawrence, udspiller sig på baggrund af naturen og landskabet, der ofte antager symbolsk karakter. De foregår alle i Wessex, hans betegnelse for det sydvestlige England, som han tilhørte. Romanerne er af vekslende kvalitet, men de bedste af dem hører til 1800-tallets betydeligste. Dette gælder således Far from the Madding Crowd (1874, på dansk Fjernt fra Verdens Vrimmel, 1943 og filmatiseret 1967 af John Schlesinger) og The Mayor of Casterbridge (1886, på dansk Borgmesteren, 1931), der er en klassisk tragedie i romanform. Til hovedværkerne hører også hans to sidste romaner, Tess of the D'Urbervilles (1891, filmatiseret i 1979 af Roman Polanski), der forholder sig kritisk til begreber som renhed og adelskab, og Jude the Obscure (1895, på dansk Jude Fawley, 1926 og filmatiseret i 1996 af Michael Winterbottom), der bl.a. skildrer en fattig ung mands forgæves forsøg på at få en uddannelse, og som tegner et fascinerende portræt af en “ny kvinde”, Sue Brideshead, en af periodens feministiske pionerer. Af Hardys noveller kan fremhæves samlingen Wessex Tales (1888).
Hans to sidste romaner fik en fjendtlig modtagelse og blev undsagt som umoralske. De vakte også anstød som følge af deres særdeles kritiske holdning til den herskende klasse og dens normer. Kritikken fik Hardy til at opgive prosaen til fordel for poesien, som han altid havde betragtet som sit egentlige kald. The Dynasts (1904-08), hvis kvalitet er omstridt, er et dramatisk-episk digt om Napoleonskrigene. Hans kortere digte blev modtaget med relativ ligegyldighed, da de udkom – mange af dem længe efter, at de var skrevet – men vandt med rette stigende anerkendelse i løbet af 1900-tallet. En del af dem skildrer Wessex og dets mennesker, men mange er yderst personlige, præget af en intens bitterhed over tilværelsens ubarmhjertighed over for den enkelte. Grundtonen er dybt pessimistisk, formen ofte strofisk med prosanære, vægtige rytmer. Man har kritiseret digtene for at være umelodiske og romanernes handling for at være usandsynlig. Om det sidste sagde Hardy selv, at det ikke gjorde noget, at der forekom usandsynlige begivenheder i en roman, blot personernes reaktion på dem var naturlig. Hans digtene viste sig at være forud for deres tidhar, både ved deres form og deres indhold. Særlig må fremhæves analysen af forholdet mellem mand og kvinde i den moderne verden. Hardy fremstår i dag trods sine særheder og en vis ujævnhed i kvaliteten som en af sin tids betydeligste lyrikere og prosaister.